# شگردهای کوچک
« شگردهای کوچک» (به انگلیسی: In Some Small Way) تک‌آهنگی از هنرمند اهل کانادا سلین دیون است که در ۷ مارس ۲۰۰۵ منتشر شد.